# Dom Hadesa
Dom Hadesa (ang. The House of Hades) – czwarta książka z serii Olimpijscy herosi, napisana przez amerykańskiego pisarza Ricka Riordana.

## Bohaterowie
Pierwszoplanowi
- Percy Jackson
- Annabeth Chase
- Jason Grace
- Piper McLean
- Nico di Angelo
- Frank Zhang
- Hazel Levesque
- Leo Valdez
- Gleeson Hedge
- Bob/Japet

Drugoplanowi
- Reyna Ramirez-Amellano
- Kalipso
- Hekate
- Gaja
- Damasen
- Pazyfae
- Achlys
- Eros/Kupidyn
- Fawoniusz/Zefir

Epizodyczni
- Pluton/Hades
- Rachel Elizabeth Dare
- Grover Underwood
- Tartar
- Nyks
- Chione
- Zetes
- Skiron
- Kalais